# Nimstal-Radweg
De Nimstal-Radweg (Nimsdalfietsroute) is een lange afstandsfietsroute in Duitsland. De route volgt de loop van de Nims tot de monding in de Prüm bij Irrel. De route kan tussen Prüm en Irrel als alternatief voor de Prümtal-Radweg worden gereden. Het traject is bewegwijzerd in twee richtingen. 

## Traject
De route volgt de loop van de Nims en start in Weinsheim vlak bij Prüm. In Prüm kan worden aangesloten op de Prümtal-Radweg. De route gaat door Bitburg, via de grote weg kan hier worden doorgestoken naar de Kylltalradweg.
In eindpunt Irrel kan worden aangesloten op de Prümtal-Radweg.

## Aansluitingen met andere routes
- In Weinsheim kan worden aangesloten op de Prümtal-Radweg in Prüm.
- In Bitburg kan worden aangesloten op de Kylltalradweg iets verderop.
- In Irrel kan worden aangesloten op de Prümtal-Radweg.